# Égliseneuve-d'Entraigues
Pour les articles homonymes, voir Égliseneuve et Église-Neuve.
Égliseneuve-d'Entraigues (Gleianèva d'Entraigas en occitan) est une commune française située dans le département du Puy-de-Dôme, en région Auvergne-Rhône-Alpes. Elle est également commune adhérente du parc naturel régional des volcans d'Auvergne.

## Géographie

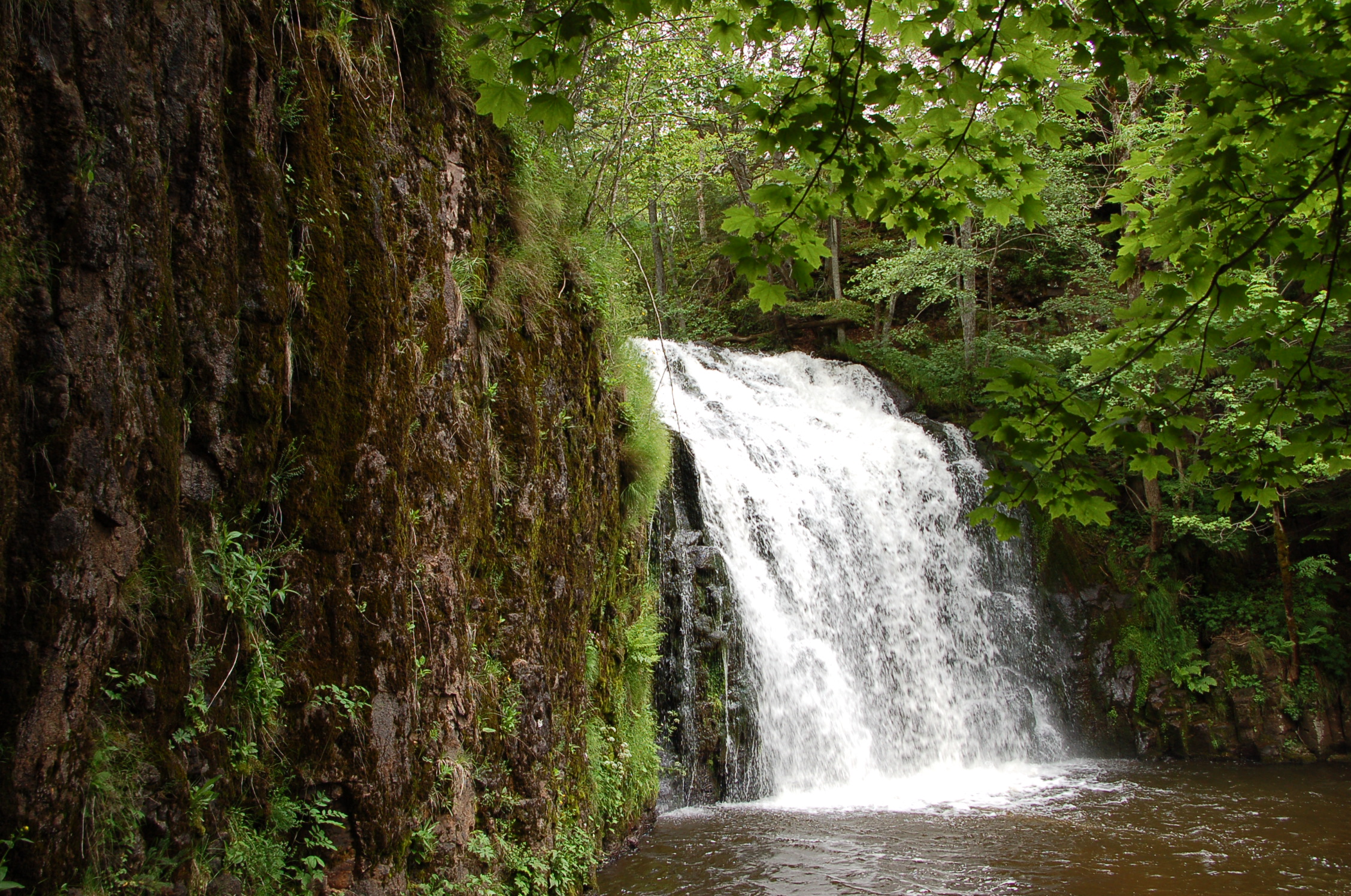
La cascade du bois de chaux.

La commune est arrosée par la Rhue et son affluent, le ruisseau de Gabacut qui prend sa source sur le territoire communal.

### Communes limitrophes
Égliseneuve-d'Entraigues est limitrophe de huit autres communes, dont trois dans le département du Cantal.
| Picherande                           | Besse-et-Saint-Anastaise | Compains  |
| Saint-Genès-Champespe                | Égliseneuve-d'Entraigues |           |
| Montboudif (Cantal), Condat (Cantal) | Chanterelle (Cantal)     | Espinchal |

### Climat
Pour des articles plus généraux, voir Climat d'Auvergne-Rhône-Alpes et Climat du Puy-de-Dôme.
En 2010, le climat de la commune est de type climat de montagne, selon une étude du Centre national de la recherche scientifique s'appuyant sur une série de données couvrant la période 1971-2000. En 2020, Météo-France publie une typologie des climats de la France métropolitaine dans laquelle la commune est exposée à un climat de montagne ou de marges de montagne et est dans la région climatique Ouest et nord-ouest du Massif Central, caractérisée par une pluviométrie annuelle de 900 à 1 500 mm, maximale en automne et en hiver.
Pour la période 1971-2000, la température annuelle moyenne est de 7,8 °C, avec une amplitude thermique annuelle de 15,1 °C. Le cumul annuel moyen de précipitations est de 1 229 mm, avec 13 jours de précipitations en janvier et 9 jours en juillet. Pour la période 1991-2020, la température moyenne annuelle observée sur la station météorologique de Météo-France la plus proche, « Marcenat », sur la commune de Marcenat à 11 km à vol d'oiseau, est de 7,7 °C et le cumul annuel moyen de précipitations est de 1 174,5 mm,. Pour l'avenir, les paramètres climatiques de la commune estimés pour 2050 selon différents scénarios d'émission de gaz à effet de serre sont consultables sur un site dédié publié par Météo-France en novembre 2022.

## Urbanisme

### Typologie
Au 1er janvier 2024, Égliseneuve-d'Entraigues est catégorisée commune rurale à habitat dispersé, selon la nouvelle grille communale de densité à sept niveaux définie par l'Insee en 2022.
Elle est située hors unité urbaine et hors attraction des villes,.

### Occupation des sols
L'occupation des sols de la commune, telle qu'elle ressort de la base de données européenne d’occupation biophysique des sols Corine Land Cover (CLC), est marquée par l'importance des forêts et milieux semi-naturels (50,1 % en 2018), une proportion sensiblement équivalente à celle de 1990 (50,5 %). La répartition détaillée en 2018 est la suivante : prairies (39,8 %), milieux à végétation arbustive et/ou herbacée (37,3 %), forêts (12,8 %), zones agricoles hétérogènes (7,2 %), zones humides intérieures (1,4 %), eaux continentales (0,9 %), zones urbanisées (0,6 %). L'évolution de l’occupation des sols de la commune et de ses infrastructures peut être observée sur les différentes représentations cartographiques du territoire : la carte de Cassini (XVIIIe siècle), la carte d'état-major (1820-1866) et les cartes ou photos aériennes de l'IGN pour la période actuelle (1950 à aujourd'hui).

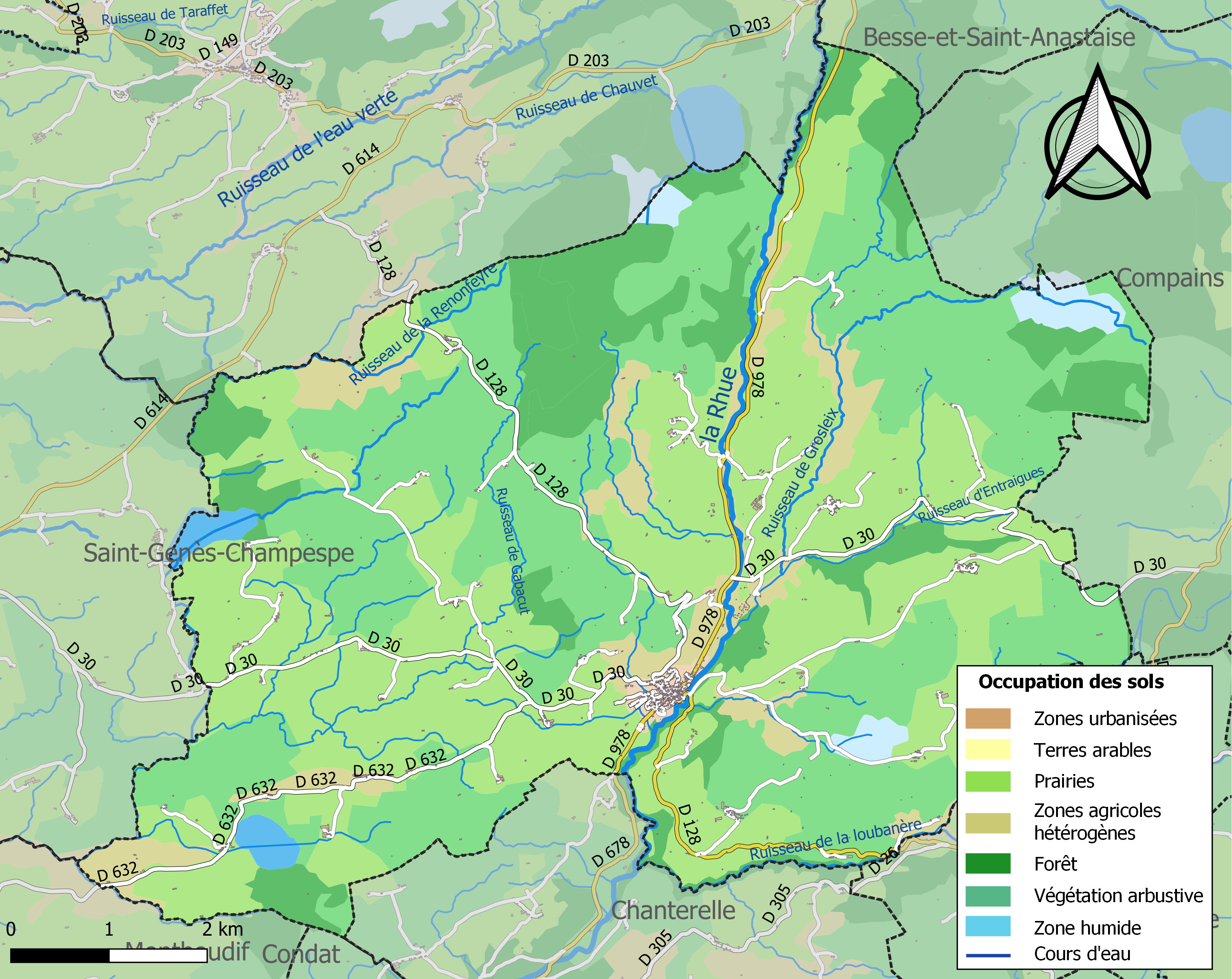
Carte des infrastructures et de l'occupation des sols de la commune en 2018 (CLC).

## Toponymie
En occitan, la commune se nomme Gleisa Nàva.[réf. nécessaire]

## Politique et administration

### Découpage territorial
La commune d'Égliseneuve-d'Entraigues est membre de la communauté de communes du Massif du Sancy, un établissement public de coopération intercommunale (EPCI) à fiscalité propre créé le 10 décembre 1999 dont le siège est au Mont-Dore. Ce dernier est par ailleurs membre d'autres groupements intercommunaux.
Sur le plan administratif, elle est rattachée à l'arrondissement d'Issoire, à la circonscription administrative de l'État du Puy-de-Dôme et à la région Auvergne-Rhône-Alpes. Jusqu'en mars 2015, elle faisait partie du canton de Besse-et-Saint-Anastaise.
Sur le plan électoral, elle dépend du canton du Sancy pour l'élection des conseillers départementaux, depuis le redécoupage cantonal de 2014 entré en vigueur en 2015, et de la troisième circonscription du Puy-de-Dôme pour les élections législatives, depuis le dernier découpage électoral de 2010.

### Élections municipales et communautaires

#### Élections de 2020
Le conseil municipal d'Égliseneuve-d'Entraigues, commune de moins de 1 000 habitants, est élu au scrutin majoritaire plurinominal à deux tours avec candidatures isolées ou groupées et possibilité de panachage. Compte tenu de la population communale, le nombre de sièges à pourvoir lors des élections municipales de 2020 est de 11. Sur les vingt candidats en lice, onze sont élus dès le premier tour, le 15 mars 2020, avec un taux de participation de 71,97 %.

#### Chronologie des maires
| Période                                  | Période                       | Identité            | Étiquette | Qualité                                                                              |
| ---------------------------------------- | ----------------------------- | ------------------- | --------- | ------------------------------------------------------------------------------------ |
| Les données manquantes sont à compléter. |                               |                     |           |                                                                                      |
| 1941                                     | 1977                          | Fernand Monier      |           |                                                                                      |
| 1977                                     | 1983                          | Jacques Bernard     | DVG       |                                                                                      |
| 1983                                     | 1989                          | Jacques Cardenoux   |           |                                                                                      |
| 1989                                     | 1995                          | Jacques Bernard     |           |                                                                                      |
| 1995                                     | 2001                          | Jean-René Tournadre |           |                                                                                      |
| 2001                                     | 2008                          | Jacques Papon       |           | Conseiller communautaire de la communauté de communes du Massif du Sancy (2002-2008) |
| mars 2008                                | avril 2014                    | Jean-René Tournadre |           |                                                                                      |
| avril 2014                               | En cours (au 14 juillet 2021) | Didier Cardenoux    |           | Chirurgien-dentiste                                                                  |

## Équipements et services publics

### Enseignement
Égliseneuve-d'Entraigues dépend de l'académie de Clermont-Ferrand. Il existe une école primaire.
Les élèves poursuivent leur scolarité au collège du Pavin, à Besse-et-Saint-Anastaise, puis au lycée Murat d'Issoire pour les filières générales et la filière technologique sciences et technologies du management et de la gestion (STMG), ou au lycée La-Fayette de Clermont-Ferrand pour la filière technologique sciences et technologies de l'industrie et du développement durable (STI2D).

## Population et société

### Démographie
L'évolution du nombre d'habitants est connue à travers les recensements de la population effectués dans la commune depuis 1793. Pour les communes de moins de 10 000 habitants, une enquête de recensement portant sur toute la population est réalisée tous les cinq ans, les populations de référence des années intermédiaires étant quant à elles estimées par interpolation ou extrapolation. Pour la commune, le premier recensement exhaustif entrant dans le cadre du nouveau dispositif a été réalisé en 2006.

En 2022, la commune comptait 328 habitants, en évolution de −8,38 % par rapport à 2016 (Puy-de-Dôme : +2,1 %, France hors Mayotte : +2,11 %).
| 1793  | 1800  | 1806  | 1821  | 1831  | 1836  | 1841  | 1846  | 1851  |
| ----- | ----- | ----- | ----- | ----- | ----- | ----- | ----- | ----- |
| 1 720 | 1 615 | 1 990 | 2 015 | 2 070 | 2 125 | 2 130 | 2 152 | 2 155 |

| 1856  | 1861  | 1866  | 1872  | 1876  | 1881  | 1886  | 1891  | 1896  |
| ----- | ----- | ----- | ----- | ----- | ----- | ----- | ----- | ----- |
| 2 305 | 2 045 | 2 154 | 2 221 | 2 222 | 2 230 | 2 193 | 1 969 | 1 901 |

| 1901  | 1906  | 1911  | 1921  | 1926  | 1931  | 1936  | 1946  | 1954  |
| ----- | ----- | ----- | ----- | ----- | ----- | ----- | ----- | ----- |
| 1 910 | 1 849 | 1 724 | 1 594 | 1 582 | 1 612 | 1 542 | 1 410 | 1 339 |

| 1962  | 1968  | 1975  | 1982 | 1990 | 1999 | 2006 | 2011 | 2016 |
| ----- | ----- | ----- | ---- | ---- | ---- | ---- | ---- | ---- |
| 1 226 | 1 127 | 1 010 | 783  | 694  | 561  | 488  | 448  | 358  |

| 2021 | 2022 | - | - | - | - | - | - | - |
| ---- | ---- | - | - | - | - | - | - | - |
| 333  | 328  | - | - | - | - | - | - | - |

## Culture locale et patrimoine

### Lieux et monuments
- L'église Saint-Austremoine, dont les éléments les plus anciens remontent au Xe siècle, est inscrite au titre des monuments historiques depuis 1969[27].
- La maison des fromages d'Auvergne, place du Foirail, présente la fabrication des quatre fromages AOP d'Auvergne : le saint-nectaire, le cantal, la fourme d'Ambert et le bleu d'Auvergne (site du parc naturel régional des volcans d'Auvergne).

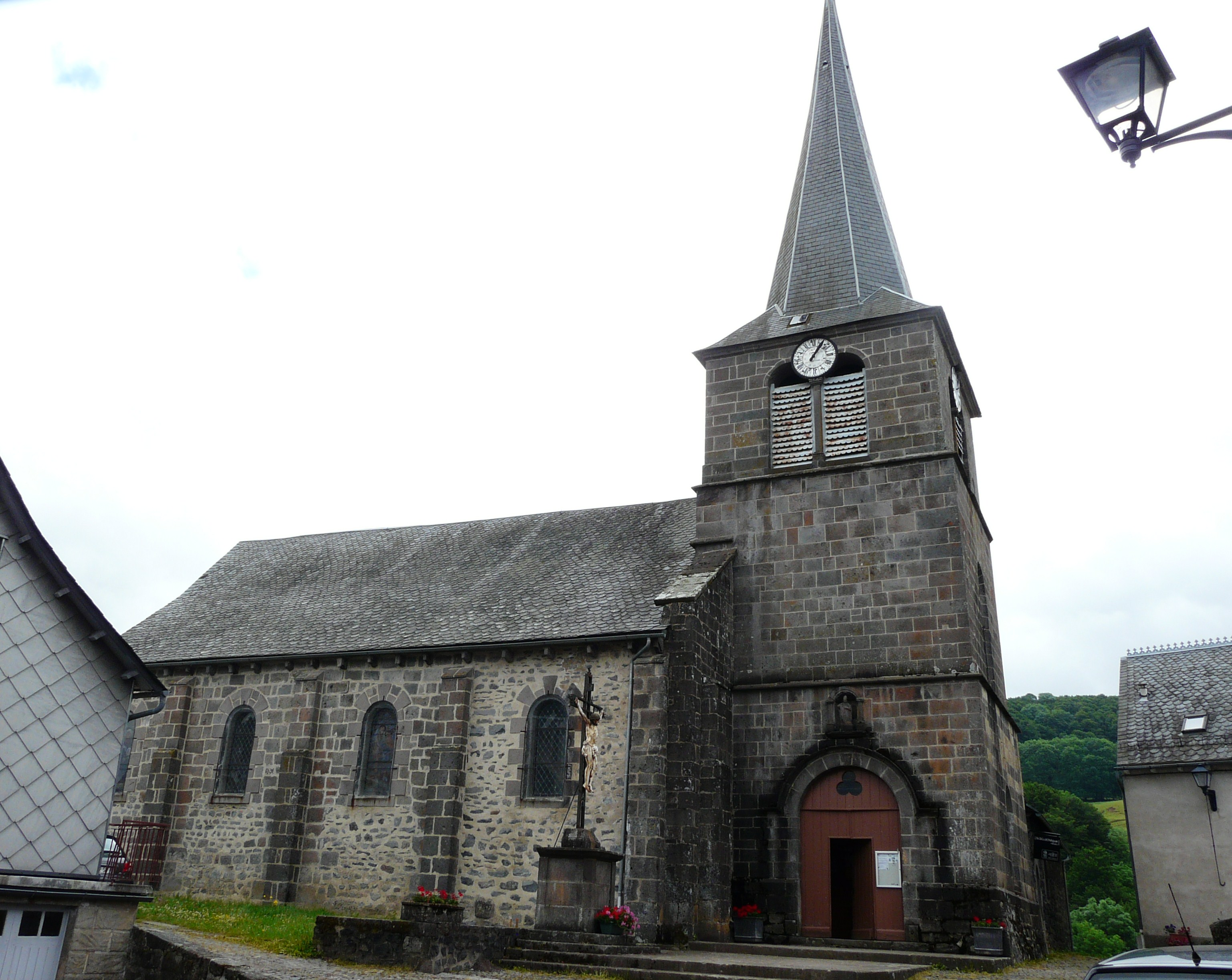
L'église Saint-Austremoine.
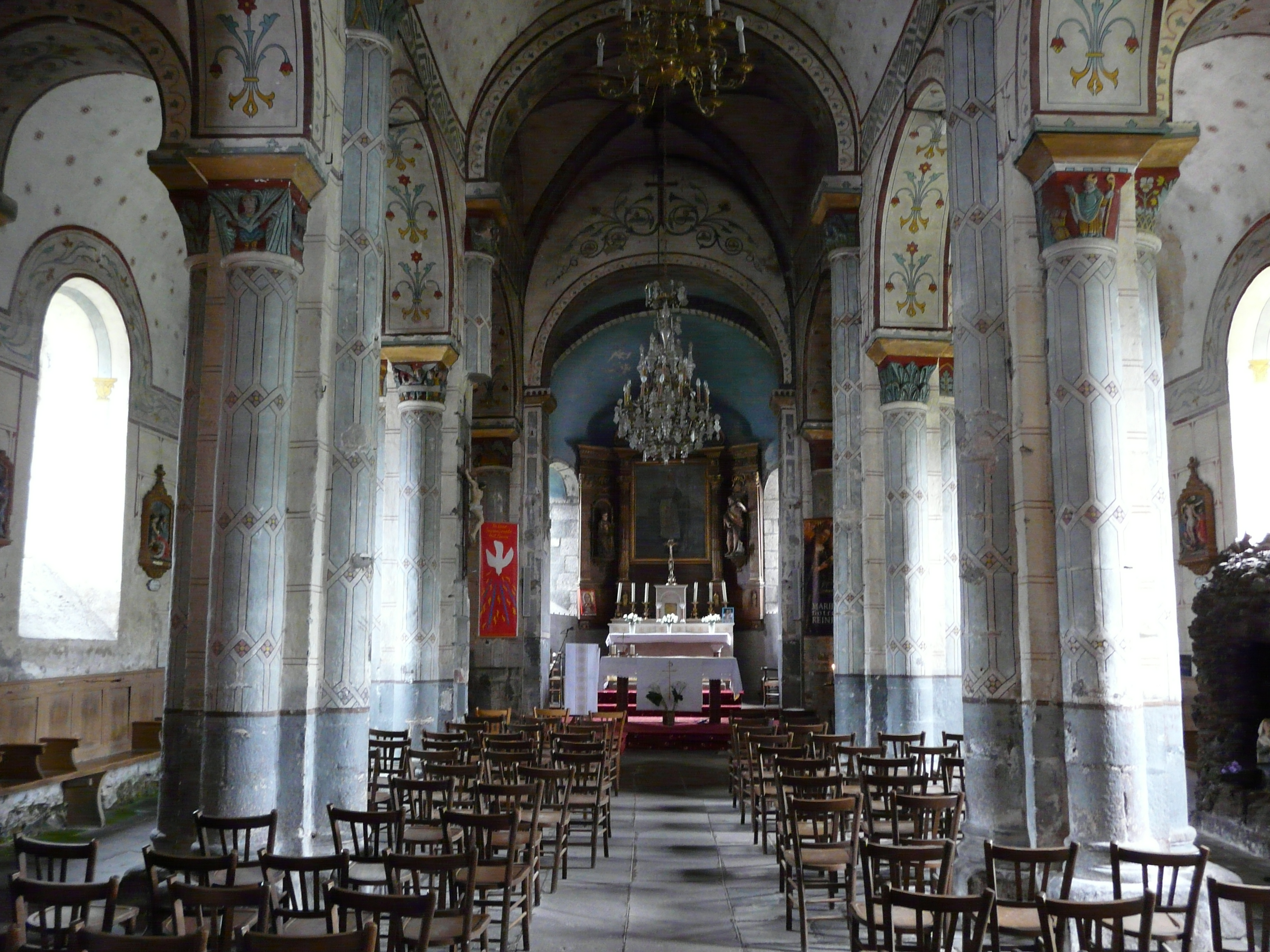
Sa nef.
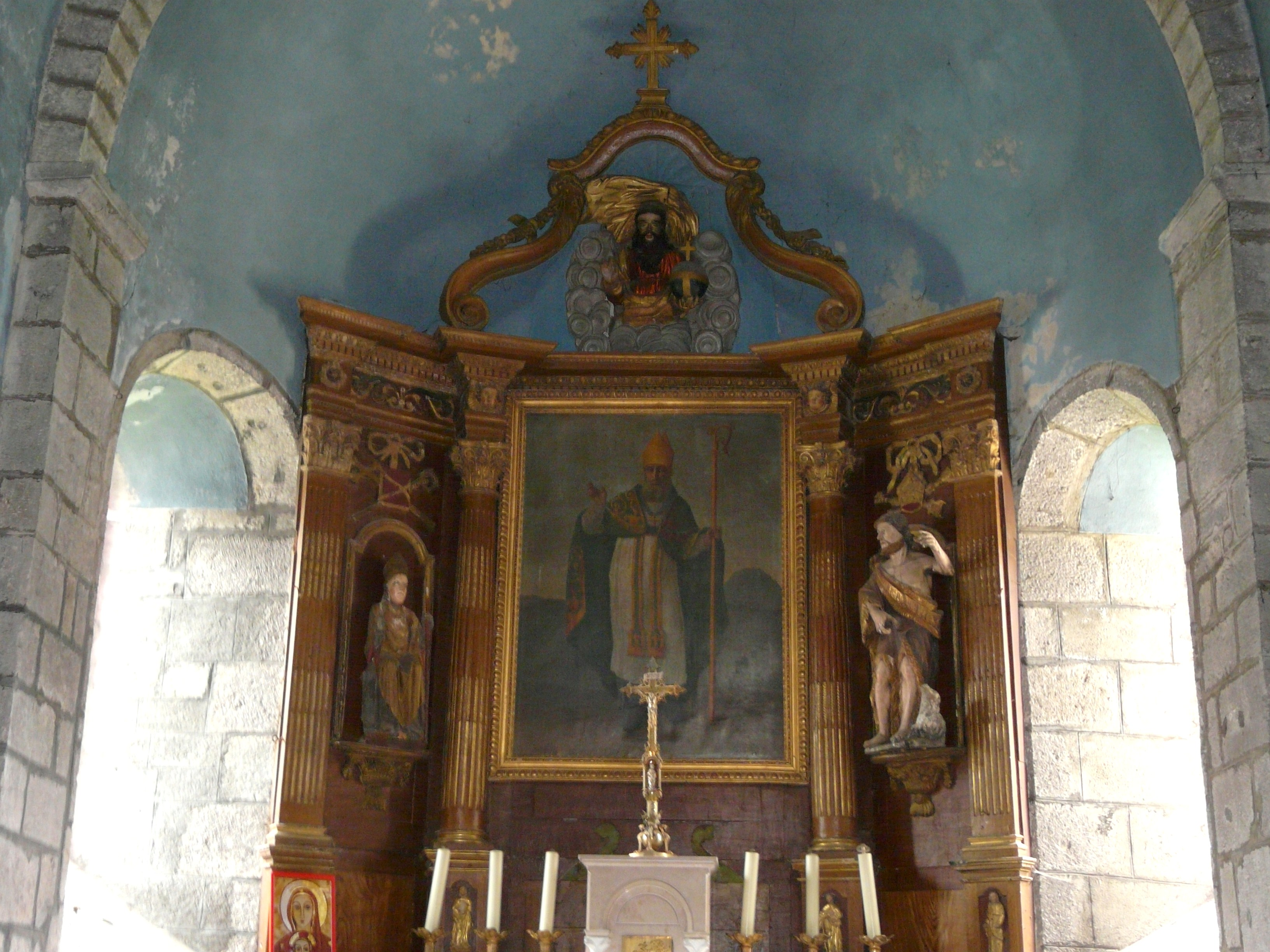
Le retable de son chœur.
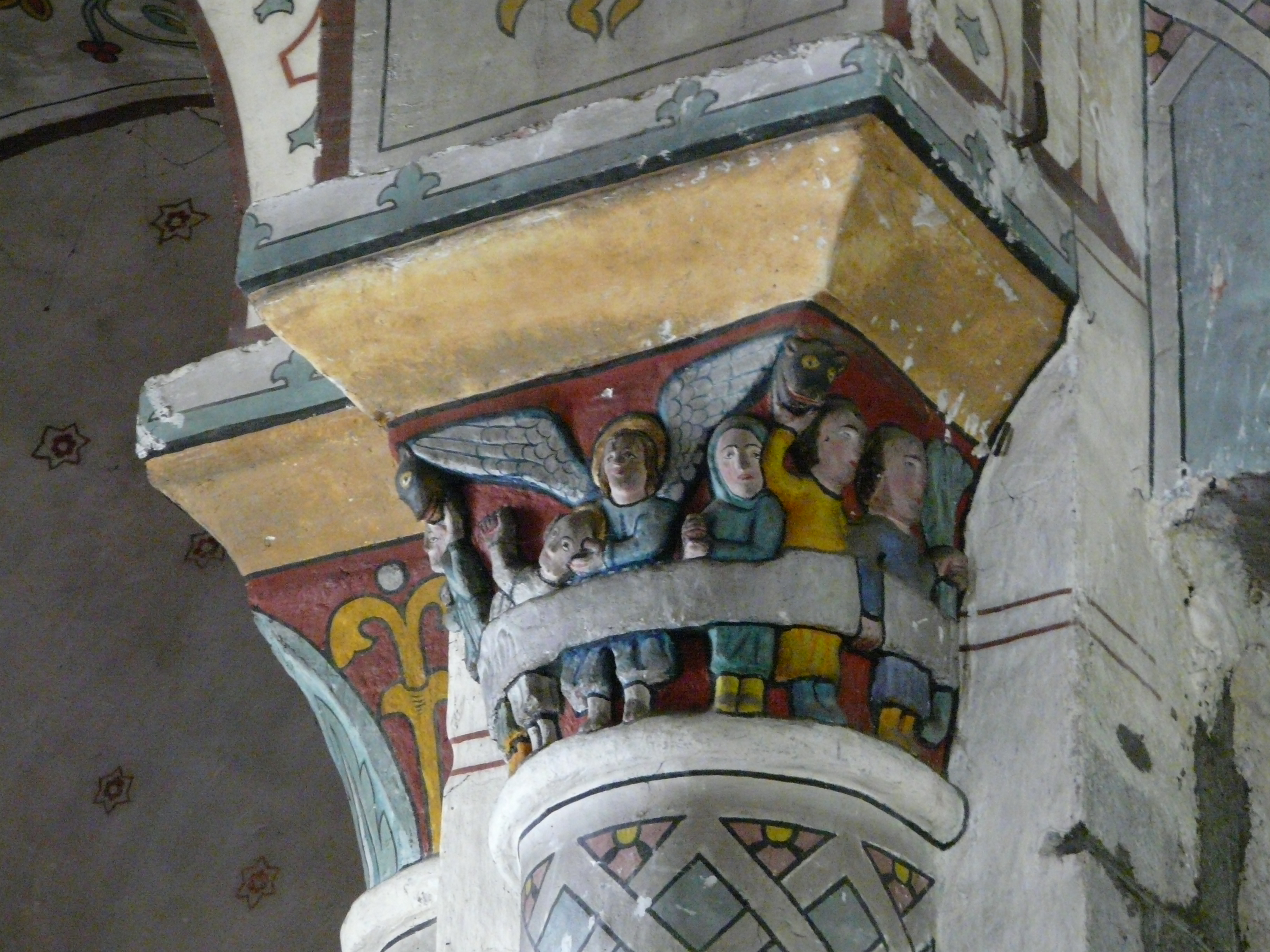
Un de ses chapiteaux.
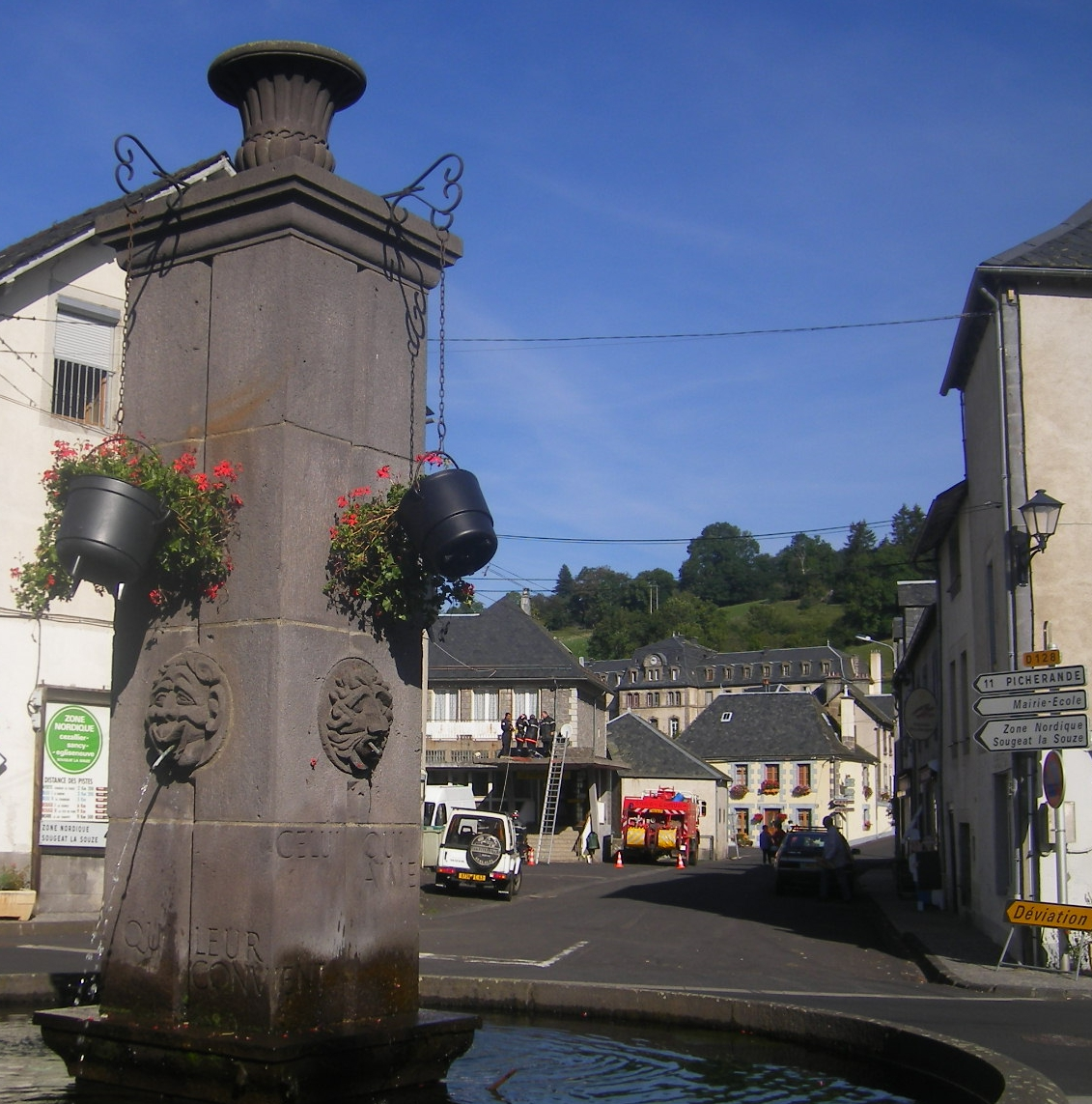
Fontaine au centre du bourg.